# Werner hainaut-i gróf
Werner (? – 973) középkori frank nemesúr, Zülpich, Hesbaye és Hainaut grófja.

## Élete
Legelső ismert címe Zülpich grófja. Brúnó kölni érsek 953-ban hagyott jóvá egy birtokcserét a staveloti apátság és "comite Warnero fideli nostro" között, utóbbi "in villa Nohas…in pago Heislensi in comitatu Tulpiaco" ura volt.
Egy 966-os oklevél említi, hogy Hesbaye grófja címet is viselte. I. Ottó német király ("Otto…imperator augustus") birtokot adományozott az aacheni Mariakapelle-nek "in pago Haspengewe in comitatu Werenherii qua postmodum fideli nostro comiti Immoni condonavimus".
Bátyja, Richer halála után örökölte a hainaut-i grófi címet 973-ban. A "Gesta Episcorum Cameracensium" feljegyzése szerint, miután az előző hainaut-i grófot, III. Reginárt Brúnó kölni érsek száműzte, előbb Godfrey, majd utána Richer, Werner és Renaud liège-i grófok kapták meg a hainaut-i grófi címet.
Sigebert krónikája feljegyezte, hogy a száműzött Reginár gróf fiai, "Raginerus et Lantbertus", 973-ban visszatértek és csatában megölték "Guarnero et Rainaldo" grófokat, akik apjuk címét birtokolták, a Peronne városához közel ("apud Perronam") vívott csatában, és utána ostrom alá vették Boussoit kastélyát, amely a Haine folyó bal partján fekszik ("super Hagnam fluvium castello Buxude"). Thietmar krónikája szintén feljegyezte, hogy Lambert és bátyja, Reginár, a korábbi gróf fiai ("Lantbertus, Reinherii filius…cum fratre…Reingerio") megölték Wernert és bátyját, Renaudot ("Wirinharium et eius germanum Reinzonem").

## Családja és leszármazottai
Családja és leszármazottai nem ismertek, de bátyját, Renaud-t Reginár fiai ölték meg csatában, amikor visszatértek a száműzetésből és elfoglalták apjuk birtokait.

## Lásd még
- Hainaut-i grófság
- Hainaut grófjainak listája